# ONE PIECE ロマンス ドーン ストーリー
『ONE PIECE ROMANCE DAWN STORY』（ワンピース ロマンス ドーン ストーリー）は、「ジャンプスーパーアニメツアー08」で上映された、テレビアニメ『ONE PIECE』の特別編アニメ。

## 概要
2008年9月21日 - 11月23日の期間、全国11会場で開催された「ジャンプスーパーアニメツアー08」で上映されたオリジナル作品。上映時間は約33分。公式サイトで2008年11月24日から2009年1月31日までの期間限定で無料配信され、誌上通販でDVDも販売されている。
『ONE PIECE』の原点である読み切り版『ROMANCE DAWN（SS版）』を原案にしたストーリー。スリラーバーク編からシャボンディ諸島編の間のエピソードとして再構成されている。
『LISMO!×ONE PIECEキャンペーン』として、2011年1月6日から3月31日までの期間限定でauケータイ動画配信された。

## ストーリー
ミニメリー2号で食料の買出し中に漂流してしまったルフィは、通りかかった三日月のギャリーの海賊団を軽く倒して、ある町にたどり着き、町を宝物だという少女・シルクと出会う。復活したギャリーはルフィに返り討ちにあうが、ルフィが町人の勘違いで捕まった際に町を脅し、シルクの抵抗も空しくルフィが海に落ちた間に金品を強奪し、町を砲撃して火の海にしてしまう。怒りのルフィは合流した仲間とともに大暴れして、ギャリーの海賊船を沈めるのであった。

## 登場人物

### 麦わらの一味
本作の麦わらの一味は、ルフィが冷蔵庫の食料を全て食べ尽くしてしまったことで空腹で気を失う寸前にまで追い込まれており、ルフィに食料調達を任せ、船内で体力を消耗しないよう待機することになる。
モンキー・D・ルフィ
声 - 田中真弓
食料買出しの途中で10日間も漂流し、町にたまたま流れ着いた海賊。
原作ラストに使用した必殺技は、作品中ではギア3技「ゴムゴムの巨人の斧（ギガント・アックス）」として使用されている。
ロロノア・ゾロ
声 - 中井和哉
ナミ
声 - 岡村明美
ウソップ
声 - 山口勝平
サンジ
声 - 平田広明
トニートニー・チョッパー
声 - 大谷育江
ニコ・ロビン
声 - 山口由里子
フランキー
声 - 矢尾一樹
ブルック
声 - チョー

### その他のキャラクター
シルク
声 - 松谷彼哉
ルフィが漂流してたどり着いた町に住む少女。金髪をポニーテールにしており、細身で可憐な容姿をしている。小さな事でも大問題にしてしまうトラブルメーカーだが、町を宝物と言い切れるくらい大事に思っている。15年前に海賊が置き去りにした捨て子であったが、町の人々からは愛されて育った。
三日月のギャリー
声 - 小山力也
海賊団船長。懸賞金500万ベリー。三日月に見える髭がトレードマークで、変な髭と言われると怒る。
町長
声 - 塩屋浩三
サザエさんカットが特徴の町長。責任感が強くシルクの事も大切にしている。

## スタッフ
- 製作 - 集英社
- 原作 - 尾田栄一郎（集英社『週刊少年ジャンプ』）
- 企画 - 浅間陽介
- 脚本 - 櫻井剛
- 音楽 - 田中公平、浜口史郎
- 製作担当 - 松坂一光
- 編集 - 牧信公
- 録音 - 渡辺絵里奈、新井秀徳
- 作画監督 - 島貫正弘
- 監督 - 所勝美
- アニメーション製作 - 東映アニメーション

## 主題歌
「A THOUSAND DREAMERS 〜9人の麦わら海賊団篇〜」
作詞 - 藤林聖子 / 作曲 - 田中公平 / 編曲 - 多田彰文 / 歌 - 9人の麦わら海賊団